# 지영준 (법조인)
지영준(1970년 ~)은 대한민국의 법조인이다. 2008년 군내 불온도서 소지 금지 사건에 항의하여 대한민국 국방부를 상대로 헌법소원을 내었다가 파면되었던 군법무관 중 하나이다.

## 생애
지영준은 전라남도 순천시 출신으로 순천매산중학교·순천매산고등학교와 고려대학교 법학대학을 졸업했다. 그는 2000년 제14회 군법무관 임용시험에 합격하여 사법연수원을 수료하고 대한민국 육군 군법무관으로 임관하였다. 2008년 8월 국방부가 《나쁜 사마리아인들》을 포함한 교양도서 23종을 불온서적으로 분류하고 영내 반입을 차단하자, 당시 소령이었던 지영준은 같은 해 10월 박지웅 대위를 비롯한 현역 군법무관 6명과 함께 헌법소원을 냈다. 이들 가운데 지영준이 가장 선임자였다. 그러자 2009년 3월 국방부는 군기강 문란과 복종의무 위반 등의 사유로 지영준과 박지웅에게 파면 결정을 내리고, 다른 3명의 군법무관에 대해서는 감봉 등의 징계를 내렸다. 나머지 2명은 국방부의 회유에 헌법소원을 취하했다.
지영준 등 6명은 국방부를 상대로 파면 등 징계처분 취소 청구 소송을 제기했고, 2010년 4월 1심 판결에서 지영준의 파면은 취소되었다. 이어 2011년 8월 2심 판결에서 박지웅의 파면도 취소되었다. 한편 헌법재판소는 문제가 된 군인복무규율 조항에 2010년 10월 합헌 결정을 내렸다. 지영준과 박지웅은 2011년 9월 군법무관으로 복귀했지만 국방부는 곧이어 이들에게 정직 1개월 징계를 내리고 2012년 1월 강제 전역을 명했다. 지영준은 강제 전역이 부당하다며 다시 국방부를 상대로 소를 제기하였고, 2018년 8월 법원은 전역을 취소해야 한다는 판결을 확정했다. 그러나 국방부는 지영준이 소령 정년인 45세를 이미 넘겼다는 이유로 다시 전역 및 퇴역 명령을 내렸다. 이에 지영준은 국방부의 부당한 징계로 복무 기회를 상실한 기간만큼 계급 정년이 연장되어야 한다며 현역 지위 확인 소송을 제기하였고, 파면 후 14년만인 2023년 8월 승소가 확정되었다. 2023년 9월 15일 현역에 복귀한 그는 국방부에 스스로 전역 신청을 하였다.
지영준은 2012년 다른 변호사 4인과 함께 법무법인 저스티스를 설립하여 2024년 현재까지 공동 대표변호사를 맡고 있다. 또 그는 민주사회를 위한 변호사모임의 회원이었다. 그는 본인이 2017년경 징계대상이 되자 민주사회를 위한 변호사 모임에서 탈회하였다.